# Kjus (Sydslesvig)
Kjus (dansk) eller Kius (tysk) er en landsby beliggende ved Kjusbæk nord for Slien i landskabet Angel i Sydslesvig. Administrativ hører landsbyen under Ulsnæs kommune i Slesvig-Flensborg kreds i delstaten Slesvig-Holsten i det nordlige Tyskland. I den danske tid (og stadig i kirkelig henseende) hørte landsbyen under Ulsnæs Sogn (Slis Herred) i Hertugdømmet Slesvig, som var dansk lensområde.  Kjus var en selvstændig by, inden den blev indlemmet i Ulsnæs den 1. februar 1974. Nabobyen Gundeby hørte også med under Kjus kommune. Få kilometer vest for Kjus ligger den lille bebgyggelse Kjusballe (Kiusballig), som er en udflytterby fra Torsted. Nordvest for Kjus ligger skovområdet Kjus Skov.
Kjus blev første gang nævnt i 1635. Stednavnet er afledt af oldnordisk kjōss, olddansk kius  (sml. norsk kjos) for bugt  eller oldnordisk kjōs for dal. På dansk findes også formen Kius.